# 유동룡미술관
유동룡미술관(庾東龍美術館, ITAMI JUN MUSEUM)은 대한민국 제주특별자치도 제주시 소재의 미술관이다.
'Find your originality, 세계적인 건축가 이타미 준 세계의 완성체' 
유동룡미술관은 제주를 사랑했던 세계적인 건축가 이타미 준(유동룡)의 사상과 철학에 바탕을 두고, 미술관 모든 여정, 전시 뿐만 아니라 시그니처 향, 티 서비스, 음악까지 오감을 만족시키는 경험을 통해 개인의 오리지널리티를 회복하도록 돕는 공간의 힘을 느끼게한다.
재일한국인로 태어나 ‘이타미 준(ITAMI JUN)’이라는 예명으로 활동하며 끝까지 귀화하지 않은 유동룡은, 경계를 초월하겠다는 의지로 스스로를 ‘국제인’이라 불렀다. 
그리고 건축과 예술의 경계를 넘나들며 스스로의 오리지널리티를 바탕으로 세상의 흐름에 영합하지 않고 독자적인 세계를 구축한 건축가이다. 제주도에 '방주교회', '수풍석미술관', '포도호텔', '비오토피아' 등 많은 건축작품을 남긴 건축가로 잘 알려져 있으며, 화가로도 활발한 활동을 한 종합예술가였다.

유동룡미술관은 이타미 준이 추구했던 공간적 개념에 바탕을 두고 그의 딸인 유이화 건축가가 설계하였다.
본질을 중시하고 자연을 존중하는 건축, 아날로그 건축, 온기가 살아있는 건축을 추구함과 동시에 지역, 풍토, 전통, 역사에 뿌리를 두고 건축이 시작되어야 함을 강조했던 이타미 준의 사상에 바탕을 두고 유동룡미술관은 요즘 시대에 필요한 본질의 힘을 회복하도록 돕는 공간이 되고자 한다. 
또한 동시대 창작자들과 지속적으로 협업하며 이타미 준의 사상과 철학을 요즘의 언어로 재구성하고 다양한 장르의 예술로 확산하며 미술관의 생명력을 유지해 나갈것이다.
운영시간 : 10:00~18:00(17:00 입장마감. 매주 월요일 휴관)
인스타그램 : @itamijun_museum

## 관람 안내
개관시간
- 10시~18시 (오후 5시 입장 마감)

휴관일
- 매주 월요일, 1월 1일